# Патра Світлана Миколаївна
Світлана Миколаївна Патра (24 жовтня 1981, Миколаївська область — 26 липня 2025) — українська журналістка, редакторка і письменниця.

## До біографії
Від народження мала тяжку форму недосконалого остеогенезу — рідкісного генетичного захворювання, яке призводить до крихкості кісток. До 35 років вона пережила понад 300 переломів унаслідок цієї хвороби. Послуговувалася інвалідним візком, мала інвалідність І групи. У 1986 році з батьками переїхала в село Волошинівка Баришівського району Київської області, де і проживала.
Закінчила Волошинівську середню школу, а у 2007 році вступила до Відкритого міжнародного університету розвитку людини «Україна» на факультет філології та масових комунікацій, кафедра видавничої справи та редагування на заочну форму навчання. Закінчила університет з відзнакою у 2013 році, працювала у Центрі розвитку корпоративного порталу та просування в Інтернет-просторі Університету «Україна».
Брала активну участь у житті рідного навчального закладу. Працювала в студентському Медіа-центрі та Імідж-центрі Університету «Україна» як журналістка та адміністраторка тематичних спільнот в соціальних мережах.

## Творчість
З 1996 року — учасниця обласного та всеукраїнського фестивалю творчості дітей та молоді з інвалідністю «Повір у себе». Вірші та прозу писала з 1997 року, пісні — з 2004. Брала участь і перемагала в багатьох інших фестивалях, зокрема «Поетичний рушник», «Сяйво надій» та ін.
Вірші друкувалися у газетах «Баришівські вісті», «Зірка» та ін.
У 2011 році у видавництві університету «Україна» була видана книга віршів та прози «Крила для злету».
У 2013 році брала участь у підготовці колективних збірників поезії та прози авторів з інвалідністю «Словоцвіт» (головний редактор) та «Мій Київ» (член редакційної колегії). Збірники видано всеукраїнською громадською організацією «Народна академія творчості інвалідів України».
Як журналістка публікувалася в багатьох виданнях (літературно-мистецький журнал «Мистецькі грані», газета «Університет „Україна“», інтернет-видання «Трибуна України» та ін.), цікавиться мистецтвом та різними аспектами життя людей з інвалідністю, їх адаптації у соціум. Брала участь у кількох телепрограмах.

## Відзнаки
Брала участь і перемагала в багатьох фестивалях, зокрема «Поетичний рушник» «Сяйво надій» та ін.
Є першим переможцем проєкту #‎BeEuropean, організованого Міністерством закордонних справ України, Представництвом Євросоюзу в Україні, радіостанцією «Радіо ЄС — Європейська станція», сайтом «Європейська правда» (2016).